# إلياس سيموكوندا
الياس سيموكوندا (بالإنجليزية: Elias Uzamukunda) (15 مايو 1991 بكيغالي في رواندا - ) هو لاعب كرة قدم رواندي في مركز الهجوم. شارك مع منتخب رواندا تحت 20 سنة لكرة القدم ومنتخب رواندا لكرة القدم. أما مع النوادي، فقد لعب مع نادي الجيش الوطني الرواندي ونادي كان ونادي لومان وAndrézieux-Bouthéon FC ‏.

## وصلات خارجية
- إلياس سيموكوندا على موقع الاتحاد الدولي (مؤرشف)  (الإنجليزية)
- إلياس سيموكوندا على موقع قاعدة بيانات كرة القدم.إي يو (الإنجليزية)
- إلياس سيموكوندا على موقع ناشيونال فوتبول تيمز (الإنجليزية)
- إلياس سيموكوندا على موقع Soccerway.com (الإنجليزية)
- إلياس سيموكوندا على موقع عالم كرة القدم.نت (الإنجليزية)